# Šesté sčítání lidu Čínské lidové republiky

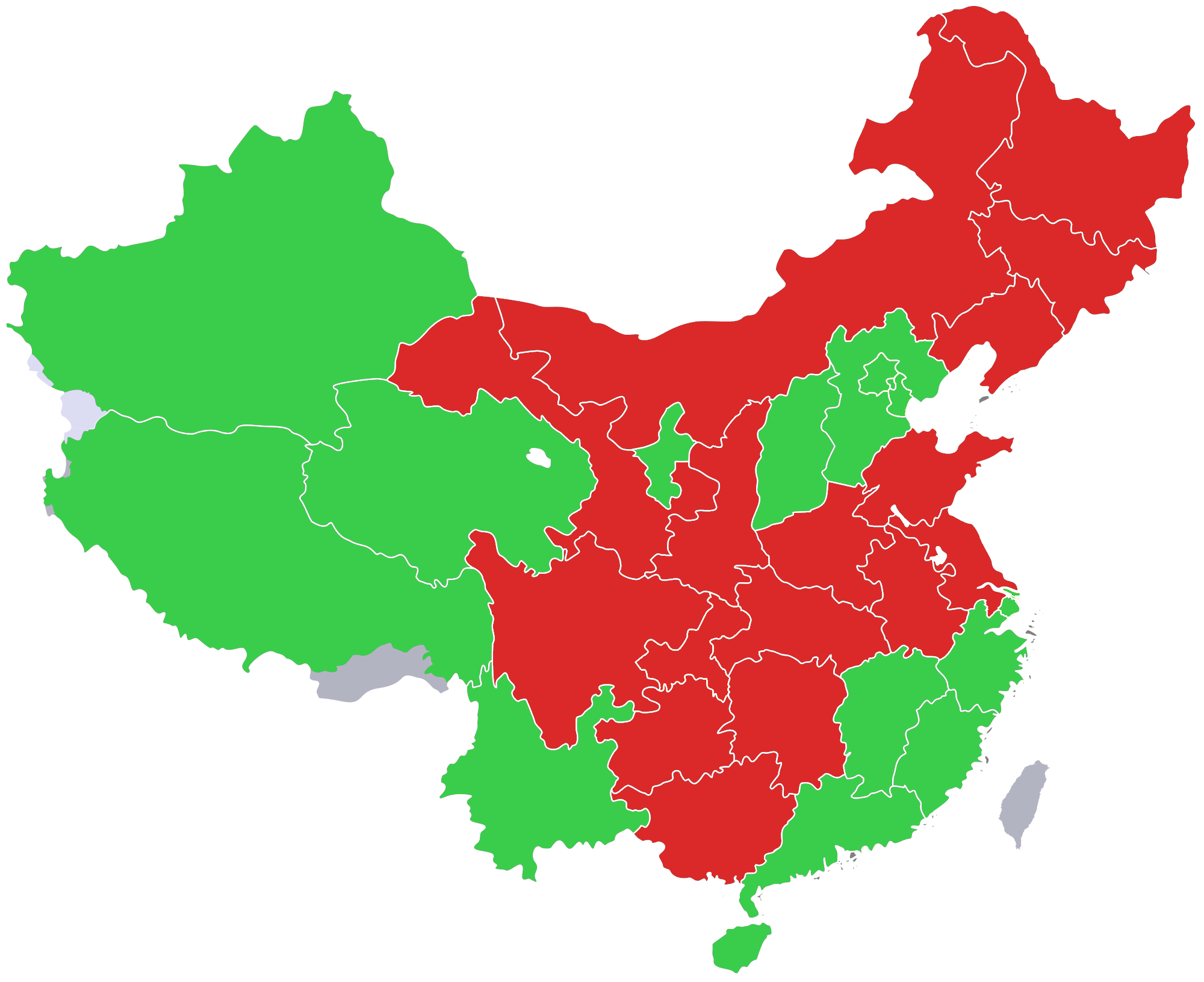
Provincie, jejichž podíl na obyvatelstvu země se oproti roku 2000 zvýšil, jsou zelené, ty, jejichž podíl se snížil, jsou červené

Šesté sčítání lidu Čínské lidové republiky proběhlo v roce 2010. Řídil jej Národní statistický úřad Čínské lidové republiky. Sčítání lidu začalo 1. listopadu 2010 a stálo 700 miliónů jüanů.

## Výsledky

### Celková populace
Celkový počet obyvatel na pevninské Číně byl 1 339 724 852 lidí, o 73 899 804 lidí více než při sčítání v roce 2000. To představovalo nárůst 5,84 % za deset let a průměrný roční přírůstek 0,57 %.

### Složení obyvatelstva
Podle sčítání bylo na pevninské Číně 401 517 330 domácností, v každé průměrně 3,10 osoby, tedy o 0,34 méně než v roce 2000. Podíl mužů byl 51,27 %, podíl žen 48,73 %, tedy na každých sto žen připadalo 105,2 mužů, což je méně než 106,74 v roce 2000. V urbanizovaných oblastech žilo 49,68 % obyvatel a 50,32 % žilo na venkově, míra urbanizace se tedy zvýšila o 13,46 %.
Lidí ve věku 0-14 let bylo 16,6 % (o 6,29 % méně oproti roku 2000), lidí ve věku 15-59 bylo 70,14 % (o 3,36 % více) a lidí ve věku 60+ bylo 13,26 % (o 2,93 % více). 
Nejvíc Číňanů, 91,51 %, byli Chanové.